# ایکینجی پاشالی
ایکینجی پاشالی (به لاتین: İkinci Paşalı) یک منطقه مسکونی در جمهوری آذربایجان است که در شهرستان حاجی قبول واقع شده‌است این روستا ۷۲۵ نفر جمعیت دارد.